# (7996) Vedernikov

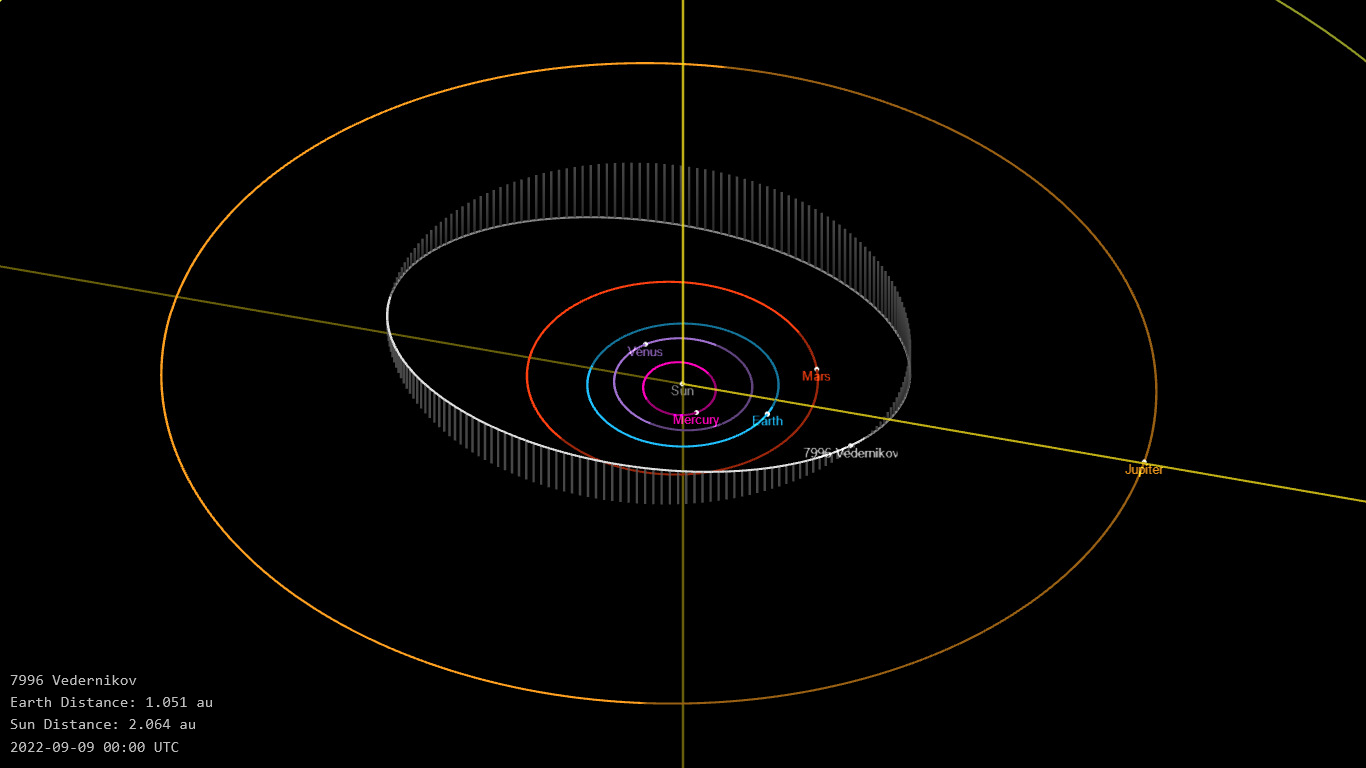

(7996) Vedernikov est un astéroïde de la ceinture principale.

## Description
(7996) Vedernikov est un astéroïde de la ceinture principale. Il fut découvert le 1er septembre 1983 à Naoutchnyï par Lioudmila Karatchkina. Il présente une orbite caractérisée par un demi-grand axe de 2,88 UA, une excentricité de 0,32 et une inclinaison de 14,1° par rapport à l'écliptique.

## Compléments